# Wojciech Budzyński
Wojciech Bernard Budzyński (ur. 20 maja 1940 w Chełmie) – polski polityk, poseł na Sejm PRL IX kadencji, działacz gospodarczy.

## Życiorys
Od 1955 członek Związku Młodzieży Polskiej, a od 1960 do 1970 Związku Młodzieży Socjalistycznej. Honorowy członek Związku Socjalistycznej Młodzieży Polskiej. W 1965 ukończył studia na Akademii Górniczo-Hutnicza im. Stanisława Staszica w Krakowie, z zawodu był inżynierem chemikiem i ceramikiem. Dyrektor Cementowni i Kombinatu Cementowego „Chełm”. Wiceprzewodniczący Rady Zrzeszenia Producentów Cementu w Sosnowcu. Od 1965 należał do Naczelnej Organizacji Technicznej, był członkiem władz NOT w Chełmie.
W 1967 wstąpił do Polskiej Zjednoczonej Partii Robotniczej. W 1985 uzyskał mandat posła na Sejm PRL IX kadencji w okręgu Chełm. Zasiadał w Komisji Budownictwa, Gospodarki Przestrzennej, Komunalnej i Mieszkaniowej, Komisji Ochrony Środowiska i Zasobów Naturalnych oraz w Komisji Nadzwyczajnej do rozpatrzenia projektu ustawy o zmianie Konstytucji Polskiej Rzeczypospolitej Ludowej.

## Odznaczenia
- Złoty Krzyż Zasługi
- Srebrny Krzyż Zasługi
- Medal 40-lecia Polski Ludowej
- Odznaka „Zasłużony dla Miasta Chełma”